# Phebalium glandulosum
Phebalium glandulosum är en vinruteväxtart. Phebalium glandulosum ingår i släktet Phebalium och familjen vinruteväxter.

## Underarter
Arten delas in i följande underarter:
- P. g. eglandulosum
- P. g. glandulosum
- P. g. macrocalyx
- P. g. nitidum
- P. g. riparium